# Île Tupeti
L’île Tupeti est une îlot de Nouvelle-Calédonie appartenant administrativement à Thio.

## Histoire
Elle a été cartographiée par Léon Chambeyron lors de sa campagne de 1859-1863.